# フォーク定理
フォーク定理（フォークていり、英: folk theorem）とは、ゲーム理論において、繰り返しゲームでは任意の個人合理的な行動の組がナッシュ均衡点（あるいはサブゲーム完全均衡点）として成立する、という定理である。
有限回の囚人のジレンマでは非協力解が均衡解となる。しかし同じゲームでも無限回の繰り返しゲームになると協調解がナッシュ均衡として成立することが比較的早い段階で知られていたが、これは公式に発表されてこなかった。数学の諸分野では、「証明をつけようと思えばつけられると誰もが思っているが、実際には誰一人としてその証明をつけたことがない定理」のことを一般に folklore (民間伝承) と呼ぶので、この定理はフォーク (folk) 定理と呼ばれるようになった。
その後、アリエル・ルービンシュタインは繰り返しゲームにおいて、将来利得が現在利得と同程度に評価される（割引因子が十分に 1 に近い）場合には、パレート効率性のある配分を含む多くの協調的な利得ベクトルが繰り返しゲームの完全均衡点として実現できることを示した。
無限回ゲームの下では報復が可能であり、今回非協力な相手に対して、次回非協力で報復することが可能である。他のプレイヤーの行動が決まれば、プレイヤー i の利得の上限も決まる。他のプレイヤーがプレイヤー i の利得の上限を最も小さくするような行動のことをミニマックス行動と呼び、そのときのプレイヤー i の利得をミニマックス利得と呼ぶ。
例として、2 人のプレイヤーがしっぺ返し戦略をとる場合を考えよう。相手がしっぺ返し戦略を採用する場合に、こちらが裏切ると、その回だけは一時的に自己の利益になるが、次回には相手から報復を受け、せいぜいミニマックス利得以下の利益しかもたらさない。他方、相手が裏切った場合には、こちらが報復しないと自己の利益が損なわれるので、報復したほうがよい。そのため、将来の利得の割引率が小さい（割引因子が大きい）場合には、しっぺ返し戦略は均衡解となる。このとき、互いの合意がなくても暗黙の協調が生まれ、このときの利得はミニマックス利得を上回る。